# Maria Sykora
Maria Sykora (Austria, 11 de octubre de 1946) fue una atleta austriaca especializada en la prueba de 400 m, en la que consiguió ser campeona europea en pista cubierta en 1970.

## Carrera deportiva
En el Campeonato Europeo de Atletismo de 1969 ganó la medalla de bronce en los 400 metros, con un tiempo de 53.0 segundos, llegando a meta tras las atletas francesas Nicole Duclos que batió el récord del mundo con 51.7 s, y Colette Besson (plata).
Al año siguiente, en el Campeonato Europeo de Atletismo en Pista Cubierta de 1970 ganó el oro en los 800 metros, corriéndolos en un tiempo de 2:07.0 segundos, por delante de la soviética Lyudmila Bragina y la polaca Zofia Kołakowska.